# He Hanbin
He Hanbin (n. 10 ianuarie 1986, Nanchang⁠(d), Republica Populară Chineză) este un jucător de badminton ce a reprezentat Republica Populară Chineză, medaliat olimpic. A participat la 1 ediție a Jocurilor Olimpice (2008) în care a câștigat 1 medalie de bronz.